# احمد سنوسی

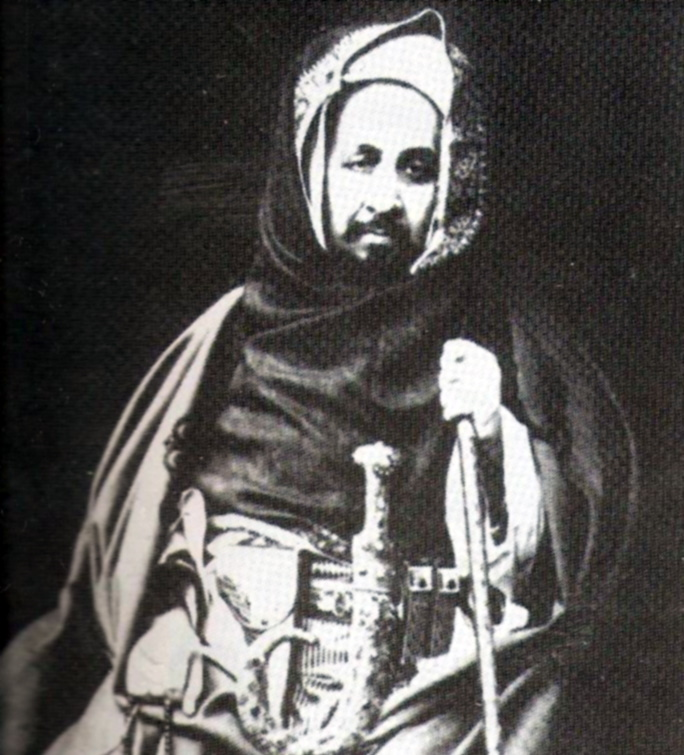
نگارهٔ احمد سنوسی از مبارزین ضد استعمار ایتالیا

احمد سنوسی یا سید احمد الشریف سنوسی، فرمانروای لیبی و چاد ، پیشوای طریقت سنوسی در شمال آفریقا و رهبر مجاهدین چاد علیه استعمار فرانسه و نیز مبارزین لیبی بر ضد استعمار ایتالیا بود. وی در سال ۱۸۷۳ در شهر جغبوب، لیبی متولد شد.

## آغاز مبارزه
در سال ۱۹۰۰ فرانسویان به کانم در چاد کنونی حمله کردند. محمد بن علی السنوسی نوه اش احمد را مامور دفاع کرد و او برای جهاد به محمد البرانی و عمر مختار پیوست.

## جانشینی محمد مهدی سنوسی
در تاریخ اول ژوئن ۱۹۰۱ محمد المهدی بن محمد السنوسی، پیشوای وقت طریقت سنوسیه و عموی احمد، درگذشت. او قبل از فوتش احمد را به جانشینی برگزید. ضمناً در آن زمان، امیر احمد به عنوان جانشین خلیفه عثمانی در شمال آفریقا محسوب میشد. عنوان وی در نامه های رسمی 《المقتبس النور القدوسی، امیر احمد بن شریف السنوسی》بود.

## تداوم مبارزه در چاد و لیبی
سید احمد و نیروهایش، تا سال ۱۹۰۹ در مقابل یکی از نیرومندترین ارتشهای آن روز یعنی لژیون خارجی فرانسه مقاومت کردند. در آن سال فرانسویان، اوادای را تصرف کردند.
در اکتبر ۱۹۱۱ ایتالیا به لیبی حمله کرد. جنبش سنوسی در تشکیل جبهه واحد علیه متجاوزین مشکلی پیدا نکرد. مجاهدین لیبیایی طی چهار سال توانستند ایتالیایی ها را تقریباً به طور کامل از لیبی اخراج کنند. در این مبارزه علاوه بر قبائل لیبی، برخی از بازرگانان کشورهای اسلامی از جمله ایران به آنها کمک مالی کردند. حاج عبدالعزیز خنجی - تاجر ایرانی ساکن بحرین- از جمله اشخاصی بود که کمک مالی هنگفتی برای نهضت امیر احمد سنوسی فرستاد.

## مشارکت در نبرد سوئز
در خلال جنگ جهانی اول یعنی در ماه فوریه سال ۱۹۱۵، عثمانی به کانال سوئز که تحت کنترل انگلیس بود حمله کرد. در ابتدا نیروهای سنوسی در این موضوع دخالت نکردند؛ اما 
در ماه نوامبر به کمک عثمانیها شتافتند و سلوم را تصرف کردند؛ اما در فوریه ۱۹۱۶ انگلیسیها به ضد حمله دست زدند و آن مناطق را باز پس گرفتند.

## استعفاء از رهبری سنوسیه
سید احمد در سال ۱۹۱۶ از رهبری سنوسیه استعفا داد و جای خود را محمد ادریس - پسر عمویش- داد.

## سفرهای متعدد و درگذشت
در اوت ۱۹۱۸ او لیبی را به مقصد امپراتوری اتریش- مجارستان ترک کرد. مدتی بعد به عثمانی رفت و در آخر به حجاز رفته و در سال ۱۹۳۳ در مدینه منوره درگذشت.